# Charaxes ghanaensis
Charaxes ghanaensis är en fjärilsart som beskrevs av Rousseau-decelle och Johnson 1957. Charaxes ghanaensis ingår i släktet Charaxes och familjen praktfjärilar. Inga underarter finns listade i Catalogue of Life.